# Тойчбайн, Маркус
Маркус Винценц Тойчбайн (нем. Markus Vinzenz Teutschbein; род. 3 января 1971, Шкойдиц) — немецкий хоровой дирижёр. Сын Клауса-Юргена Тойчбайна.
В четырёхлетнем возрасте начал играть на блок-флейте, затем учился игре на фортепиано и виолончели в Ростоке и Штутгарте. Первоначальное хоровое образование получил в хоре имени Михаэля Преториуса в Хальберштадте. С 1996 г. учился в Веймаре как хормейстер, затем преподавал в Певческой академии города Гера. С 1999 г. руководил хором мальчиков в Зуле, в 2005 г. возглавил Театральный хор Майнингена. В феврале 2007 г. сменил Беата Раафлауба на посту руководителя Базельского хора мальчиков.